# Điều 331 Bộ Luật Hình sự
Điều 331 Bộ Luật Hình sự nước Cộng hòa Xã hội Chủ nghĩa Việt Nam năm 2015, sửa đổi bổ sung năm 2017 quy định về Tội lợi dụng các quyền tự do dân chủ xâm phạm lợi ích của Nhà nước, quyền, lợi ích hợp pháp của tổ chức, công dân như sau:
Trích theo văn bản:
Như vậy, đối với tội lợi dụng các quyền tự do dân chủ xâm phạm lợi ích của Nhà nước, quyền và lợi ích hợp pháp của tổ chức,cá nhân  thì mức phạt tù cao nhất lên đến 07 năm.

## Danh sách những người bị kết tội theo Điều 331 Bộ luật Hình sự năm 2015
- Tịnh Thất Bồng Lai (Thiền Am Bên Bờ Vũ Trụ) bị tòa án nhân dân huyện Đức Hòa - tỉnh Long An xét xử
- Bà Nguyễn Phương Hằng (tổng giám đốc Công ty cổ phần Đại Nam) đã bị Công an TP.HCM khởi tố vụ án, khởi tố bị can, lệnh tạm giam.[1]
- Tối 25-2 công an đã bắt 2 luật sư Đặng Thị Hàn Ni (sinh năm 1977; chỗ ở hiện nay: phường Tân Thuận Đông, Quận 7) và Trần Văn Sỹ (sinh năm 1957; chỗ ở hiện nay: Phường 27, quận Bình Thạnh); tiến sĩ luật Đặng Anh Quân (sinh năm 1978; chỗ ở hiện nay: xã Phước Kiển, huyện Nhà Bè) đã trực tiếp tham gia nhiều buổi livestream cùng bị can Nguyễn Phương Hằng.[2][3]